# Virtuozitate (Star Trek: Voyager)
„Virtuozitate” (titlu original: „Virtuoso”) este al 13-lea episod din al șaselea sezon al serialului TV american științifico-fantastic Star Trek: Voyager și al 133-lea episod în total. A avut premiera la 26 ianuarie 2000 pe canalul UPN.
Episodul a fost regizat de Les Landau, după un scenariu de Raf Green și Kenneth Biller bazat pe o poveste de Raf Green.

## Prezentare
Vizitatori extratereștri ce nu au mai auzit muzică niciodată devin fascinați de felul în care Doctorul cântă operă și îl roagă pe acesta să părăsească nava Voyager pentru a se alătura societății lor.

## Rezumat
O rasă fără cultură muzicală proprie este atrasă de capacitatea Doctorului de a cânta (anterior l-au considerat pe Doctor doar o proiecție holografică medicală). Extratereștrii au decis să-i răspândească cântecul pe toată planeta, ceea ce l-a făcut un cântăreț celebru. Doctorul a devenit foarte îngâmfat și i-a cerut căpitanului Janeway să părăsească nava pentru a-și continua cariera muzicală pe planeta extraterestră. Acest lucru a provocat mai multe nemulțumiri în rândul echipajului, deoarece aceștia aveau nevoie de abilitățile medicale ale sale. Doctorul nu a fost impresionat de acest lucru și chiar s-a pregătit ca Perry să-i ia locul. Cu toate acestea, când a ajuns din nou pe planeta extraterestră, a descoperit că a fost înlocuit cu un program holografic mai avansat, cu o gamă mai largă de sunete muzicale. Viziunea sa despre o viață nouă a fost spulberată. În cele din urmă, Doctorul și-a dat seama că extratereștrii își doreau doar ca acesta să cânte și nu-l considerau o entitate emoțională. Echipajul Voyager l-a întâmpinat pe Doctor la revenirea acestuia.

## Actori ocazionali
- Kamala Lopez-Dawson - Tincoo
- Ray Xifo - Abarca
- Paul Williams - Koru
- Marie Caldare - Azen
- Nina Magnesson - Vinka
- Paris Themmen - Fawning Fan